# Klingenberg (Sasko)
Klingenberg je obec v německé spolkové zemi Sasko. Nachází se v zemském okrese Saské Švýcarsko-Východní Krušné hory a má přibližně 6 800 obyvatel.

## Geografie
Klingenberg se nachází jihovýchodně od saského hlavního města Drážďany mezi východem Krušných hor a Tharandtským lesem. Uprostřed území obce se nachází přehradní nádrž Klingenberg, kterou napájí řeka Wilde Weißeritz. Obcí prochází železniční trať Drážďany – Werdau.

## Historie
Všechny části obce Klingenberg (s výjimkou Paulshainu) jsou prvně zmiňovány ve 14. století. Obec vznikla 31. prosince 2012 sloučením do té doby samostatných obcí Höckendorf a Pretzschendorf. Název nové obce byl vybrán podle jedné z místních částí, jejíž jméno je známé díky přehradě.

## Správní členění
Klingenberg se dělí na 11 místních částí.
- Beerwalde
- Borlas
- Colmnitz
- Friedersdorf
- Höckendorf
- Klingenberg
- Obercunnersdorf
- Paulshain
- Pretzschendorf
- Röthenbach
- Ruppendorf

## Pamětihodnosti
- zoologická zahrada v Höckendorfu
- barokní centrální kostel v Pretzschendorfu
- románský kostel v Höckendorfu

## Osobnosti
- Johann Samuel Adami (1638–1713) – teolog, spisovatel a jazykovědec
- Johann Samuel Göbel (1762–1798) – saský dvorní sekretář a historik
- Ernst Kleber (1825–1884) – konzervativní politik
- Richard Guhr (1873–1956) – malíř a sochař
- Karl Gräfe (1878–1944) – pedagog, básník a skladatel
- Horst Böhme (1909–1945) – člen SS, nacistický politik Protektorátu Čechy a Morava
- Helmut Bauer (1914–2008) – lékař
- Gottfried Pohlan (1927–1989) – motocyklový závodník
- Wolfgang Ullmann (1929–2004) – teolog a politik, v letech 1954 až 1963 farář v Colmnitz
- Bruno Konrad (1930–2007) – malíř a grafik
- Thomas Rosenlöcher (* 1947) – spisovatel a textař